# 韩振东
韩振东（1974年12月—），汉族，黑龙江鹤岗人，中国共产党党员。中华人民共和国政治人物、第十三届全国人民代表大会黑龙江地区代表。

## 生平
2018年2月24日，当选为第十三届全国人大代表。